# Unified Link Layer API
ULLA, siglas de Unified Link Layer API, es una interfaz de programación (API) para que las aplicaciones puedan interactuar a través de una interfaz única y tecnológicamente independiente con cualquier tipo de red inalámbrica disponible en un terminal móvil.
ULLA es fruto del proyecto de investigación GOLLUM financiado por la Unión Europea dentro del VI Programa Marco de Investigación. Pertenece al grupo de las Tecnologías para la Sociedad de la información. 